# Винайдений рукопис про руський край
«Винайдений рукопис про руський край» — політичний памфлет Леся Мартовича, написаний у першій половині 1897 р.

## Історія написання
У час, коли був написаний цей памфлет, Лесь Мартович працював в адвокатській канцелярії в Кутах (тепер Івано-Франківська область), тому ймовірна дата написання: перша половина 1897 року в Кутах.

### Спроба публікації
9 липня 1897 він надіслав рукопис твору Михайлові Павлику для вміщення в «Календарі» або у Франковому журналі «Житє і слово». Але «Календар» того року не вийшов, а «Життє і слово» в кінці 1897 р. припинило своє існування. 3 якихось причин рукопис твору лишився неопублікований і не був повернутий авторові, як той просив у листі. Він зберігся в архіві Івана Франка. Вперше опублікований тільки в 1943 р., через 46 років після написання і через 27 років після смерті автора. Більшість теперішніх передруків твору робляться із того пересланого авторського автографа — це взагалі єдиний автограф з цілої літературної спадщини Мартовича, — що зберігається в бібліотеці Наукового Товариства ім. Т. Шевченка (НТШ), архів І. Франка, № 207, стор. 106—118.

### Передумови таІнтертекстуальність
Перечитавши, ще замолоду, до півтисячі книжок, майбутній письменник навчився мистецтву сатиричного зображення у видатних майстрів слова Т. Шевченка, М. Гоголя, М. Салтикова-Щедріна, І. Франка. Дослідники його творчості знаходять у «Винайденому рукописі…» впливи сатири Михайла Салтикова-Щедріна («Історією одного міста»), Івана Франка («Сморгонська академія») та народних казок. «Винайдений рукопис...» — гострий памфлет на соціально-політичний лад «тюрми народів», якою була, особливо для українського населення, Австро-Угорщина. Засобами нищівного сміху сатирик таврує тут феодально-панські порядки, церкву і мілітаризм, правдиво розкриває паразитизм і зажерливість панів та попів.

## Аналіз змісту (оповідання)
Оповідання зберіглося за авторським автографом. При першій публікації в 1943 році в збірці «Лесь Мартович. Твори (в 3-х томах)», знаходилося в т. І і займало 7 сторінок (з 33 по 40).

### Сюжет
Твір оригінально побудований. Розповідь у ньому ведеться від імені історика, який передає зміст нібито знайденого філологами старовинного римського рукопису. Змальовується фантастична країна, яку населяють люди, прозвані «паннусами» (панами) і «поппусами» (попами). Це їм, панам і попам, добрі боги дали «мудру й робочу скотину, що працює сама, без погону» і зветься «муссікус» (мужик). Вістря сатиричного пера автора спрямовується проти знущань і грабунків, численних поборів, церковного дурману і т. п. Водночас сатирик висміює довготерпеливу покірність і затурканість «муссікусів», які були на становищі безправних рабів і не виявляли прагнення визволитися з-під соціального й духовного гніту «паннусів» та «поппусів»,
|  | ...«Дехто думає, що муссікуси це також люди. Одначе цьому не може бути правда. Невже ж може бути, щоб людина людину ж, себто брат брата (бо всі ми браття), зважилася так оскорбляти й понижати. Щоб людина людині ж робила таку пакість. А з другого ж боку, чи може бути, щоби людина дала над собою так знущатися та й не скинула з себе ганьбляного ярма?! Адже всім нам відома древня історія нашої імперії, який бунт і яку різню справили невільники, коли стало їм тісніше жити»... |

Саме такий авторський натяк на те, що селяни-українці повинні самі боронити свої інтереси, відстоювати свою людську гідність і спинив тогочасних його видавців та прихильників від публікації твору, навіть у їхніх прогресивних виданнях.

### Сюжетні особливості
Оповідання «Винайдений рукопис про руський край» – казка-алегорія, стилізована під давні письмові пам’ятки. За ідейним спрямуванням – це їдка сатира, політичний памфлет, що своїм викривальним змістом скерований проти тогочасного устрою та пасивності і затурканості народних мас. Композиційно оповідання складається із двох частин – „переднього слова” автора-перекладача і тексту опублікованого ним документу. Мартович використав художній засіб обрамлення : давши на початку твору вступне слово, що стосується літопису і має характер ділового пояснення, наприкінці розповіді він вкладає дуже важливі коментаторські оцінки в уста літописця, від імені якого ведеться розповідь.
Форма літописного древнього документа знадобилась Мартовичеві для того, щоб спроектувати сатиричне світло на реальні суспільні відносини у тогочасному середовищі. Ці відносини розкриті за допомогою алегоричних образів-типів, за посередництвом езопівської мови. Мартович показав з усією відвертістю протилежність та ворожість паннусів і поппусів до робочої скотини – муссікусів. Опис життя останніх, їх праці, звичаїв хоч і подано в алегорично-казковій формі, але з виразним реалістичним підтекстом: автор розповідає про тяжкі і безрадісні дні муссікуса. Мартович показує способи, за допомогою яких провадяться визиск і експлуатація трудового люду: податки, горілка, релігія, культура, рекрутчина. Зриваючи маску добропорядності з тогочасного суспільства та глибоко співчуваючи знедоленим і пригнобленим, Мартович бичує рабську психологію муссікуса-селянина, дошкульно висміює його пасивність, покірливість та забитість. .  

### Анотація та висновки
Період становлення Мартовича як письменника, завершується оповіданням «Винайдений рукопис про руський край». У ньому відображений висновок про українського селянина, чиєю пасивністю живе і процвітає деспотизм. 
Тут вперше Лесь Мартович виступив сатириком щодо народу (селянства), не побоявшись сказати страшну правду про рабську звичку до послуху, аж до втрати людської подоби. Ніколи – ні до, ні після – критика слабких сторін селянства не досягала такої сили. Можливо, саме тому оповідання не вдалося опублікувати за життя сатирика. Своєрідним співвідношенням образів Мартович розкриває різке протиріччя між потенційними можливостями і фактичною роллю народу в суспільно-політичному житті. Цим твором Лесь Мартович розраховував безпосередньо вплинути на селянство, прагнучи розбудити приспану силу народу до активної боротьби.
У цьому "літописі" Мартович довів до високої досконалості найяскравіші риси сатиричної манери, дав підсумок художніх пошуків за вісім літ і зробив нові художні відкриття, які могли народитися тільки в той час, безпосередньо в процесі роботи над втіленням складного по ідеї і гострого, політичною спрямованістю, задуму. Трудність втілення пояснюється стремлінням сатирика висловитися у формах, розрахованих на сприйняття більш широкого кола читачів, аніж «Не-читальник». Це зіграло свою роль в творчому генезисі казково-фантастичних образів, а також у виборі фігури наратора-літописця. Маска літописця дозволила Лесеві Мартовичу провести свої ідеї в наївній і тому найбільш популярній і переконливій формі.
«Винайдений рукопис про руський край» — важливий етап в літературній еволюції сатирика. В ньому бачимо опанування вільною сатиричною формою, яка органічно охоплювала і сучасний, і історичний матеріал, поєднувала із звичайними засобами реалістичного письма гіперболу, фантастику, сарказм, пародію. Оповідання-літопис – підсумок ідейно-творчого розвитку сатирика, що знаменував собою перехід його сатири у вищу фазу зрілості: «Мужицьку смерть» і Забобон.

## Публікації
За життя автора цій оповідці-літопису не судилося бути оприлюдненою.

### Перша публікація
Лише за старанням поціновувачів творчості Мартовича, зокрема Павла Волосєнки, оповідка ввійшла до тритомного видання в Кракові.
- Лесь Мартович. Твори (в 3-х томах) — Краків, 1943.